# Ночнар високогірний
Ночна́р високогірний (Eurostopodus archboldi) — вид дрімлюгоподібних птахів родини дрімлюгових (Caprimulgidae). Ендемік Нової Гвінеї. Вид названий на честь американського зоолога Річарда Арчбольда.

## Поширення і екологія
Високогірних ночнарі живуть у вологих гірських тропічних лісах Центрального нагір'я. Зустрічаються на висоті від 1800 до 3225 м над рівнем моря. Живляться комахами, яких ловлять в польоті.